# Underworld (Tonight Alive)
| Recensione              | Giudizio |
| ----------------------- | -------- |
| AllMusic                |          |
| Beat                    |          |
| Cryptic Rock            |          |
| Kerrang!                |          |
| Mosh                    |          |
| Music Existence         |          |
| New Musical Express     |          |
| Rock Sound              |          |
| Rolling Stone Australia |          |

Underworld è il quarto e ultimo album in studio del gruppo musicale australiano Tonight Alive, pubblicato il 12 gennaio 2018.
L'album è l'unico del gruppo pubblicato con la UNFD e la Hopeless Records dopo la fine del contratto con la Sony Music e la Fearless Records. Dopo la sua uscita il chitarrista e coautore dei brani con Jenna McDougall, Whakaio Taahi, lascia la formazione.

## Descrizione
I Tonight Alive rivelano l'uscita di un nuovo album insieme all'annuncio dell'uscita dalla formazione di Taahi, volontaria, il 17 ottobre 2017, che ha comunque lavorato integralmente alla registrazione del disco. Prodotto da Dave Petrovic, con il quale il gruppo ha già lavorato in passato per il secondo album The Other Side e il singolo The Edge, l'album è stato registrato in sei settimane in uno studio in Thailandia durante l'estate 2017.
Secondo la UNFD, in Underworld la cantante Jenna McDougall ha liberato «sentimenti che aveva represso per usarli come forza guida nella scrittura dei testi». La stessa McDougall dice:
Rispetto al precedente disco Limitless, Underworld è considerato più autentico da McDougall, in quanto il gruppo non ha ricevuto, contrariamente alla precedente esperienza di registrazione, alcuna pressione dalle proprie etichette, motivo in più per il quale i Tonight Alive hanno deciso di non rinnovare il proprio contratto con la Sony Music ma di firmare invece per le più indipendenti UNFD e Hopeless. Parlando di tale esperienza, la cantante ha dichiarato in un'intervista a Kerrang!:

## Tracce
Testi e musiche di Jenna McDougall e Whakaio Taahi, eccetto dove indicato.
1. Book of Love – 3:08 (McDougall, Taahi, Steve Dresser)
2. Temple – 3:29
3. Disappear (feat. Lynn Gunn) – 3:42 (McDougall, Taahi, Lynn Gunn)
4. The Other – 3:52 (McDougall, Taahi, David Hodges)
5. In My Dreams – 4:07 (McDougall, Taahi, Hodges)
6. For You – 3:22 (McDougall, Taahi, Steven Solomon)
7. Crack My Heart – 3:31
8. Just for Now – 3:58
9. Burning On – 3:19
10. Waiting for the End – 3:38
11. Last Light – 3:51
12. Looking for Heaven – 4:09
13. My Underworld (feat. Corey Taylor) – 3:36 (McDougall, Taahi, Corey Taylor)

## Formazione
Tonight Alive
- Jenna McDougall – voce
- Whakaio Taahi – chitarra solista, tastiera, programmazione
- Jake Hardy – chitarra ritmica
- Cam Adler – basso
- Matt Best – batteria, percussioni

Altri musicisti
- Dave Petrovic – tastiera, programmazione
- Patrick Galvin – arrangiamenti
- David Hodges – chitarra acustica e pianoforte in The Other e In My Dreams
- Steven Solomon – programmazione in For You
- Steve Dresser – programmazione in Book of Love
- Lynn Gunn – voce e programmazione in Disappear
- Corey Taylor – voce in My Underworld

Produzione
- Dave Petrovic – produzione, ingegneria del suono, missaggio, mastering
- Neal Walters – copertina

## Classifiche
| Classifica (2018)          | Posizione massima |
| -------------------------- | ----------------- |
| Australia                  | 11                |
| Regno Unito                | 55                |
| Regno Unito (rock & metal) | 3                 |
| Stati Uniti (independent)  | 5                 |
| Stati Uniti (alternative)  | 24                |
| Stati Uniti (rock)         | 41                |

## Date di pubblicazione
| Paese                 | Data            | Etichetta        |
| --------------------- | --------------- | ---------------- |
| Oceania               | 12 gennaio 2018 | UNFD             |
| Europa e Nord America | 12 gennaio 2018 | Hopeless Records |
| Giappone              | 20 gennaio 2018 | Kick Rock Music  |